# Netechma technema
Netechma technema är en fjärilsart som beskrevs av Walsingham 1914. Netechma technema ingår i släktet Netechma och familjen vecklare. Inga underarter finns listade i Catalogue of Life.